# 33000 Chenjiansheng
33000 Chenjiansheng è un asteroide della fascia principale. Scoperto nel 1997, presenta un'orbita caratterizzata da un semiasse maggiore pari a 2,7504016 UA e da un'eccentricità di 0,1705741, inclinata di 11,16738° rispetto all'eclittica.
L'asteroide è dedicato all'astrofisico cinese Jiansheng Chen.